# Allgäuer Sennalpkäse
Der Allgäuer Sennalpkäse ist eine Rohmilch-Hartkäsesorte aus dem Allgäu, die im Alpen- und Voralpenland in traditioneller Alpwirtschaft hergestellt wird. Der Name ist eine geschützte Ursprungsbezeichnung nach europäischem Recht, die am 14. Juni 2016 eingetragen wurde.

## Beschreibung
Gemäß der Spezifikation ist Allgäuer Sennalpkäse ein Hartkäse mit einem Fettgehalt von mindestens 45 % Fett i. Tr. (Vollfettstufe). Die Laibe sind zylindrisch, haben ein Gewicht von 5–35 kg bei einem Durchmesser von 30–70 cm und maximal 15 cm Höhe. Die angetrocknete Rinde ist orange-gelblich bis braun, der Teig elfenbeinfarben bis gelblich, schnittfest bis geschmeidig und typischerweise leicht gelocht mit etwa erbsengroßen Löchern.
Es wird sowohl junger als auch gereifter Allgäuer Sennalpkäse produziert:
- Junger Käse wird aus kleinen Laiben bis 15 kg gewonnen. Er kann bereits nach 3 Monaten Reifung angeschnitten und verkauft werden und muss einen Trockenmasseanteil von mindestens 55 % haben. Er hat einen milderen Geschmack und ist weniger fest.
- Gereifter Käse reift mindestens 4 Monate und hat einen Trockenmasseanteil von mindestens 62 %. Er schmeckt pikant bis kräftig und ist fester als der junge Käse.

## Herkunft
Allgäuer Sennalpkäse muss aus der Alpwirtschaft der bayerischen Landkreise Ostallgäu, Oberallgäu und Lindau in Lagen von mindestens 800 m über NN stammen. Er wird nur während der Weidesaison produziert; die Milch stammt ausschließlich vom allgäutypischen Braunvieh oder Braunviehkreuzungen, wird als Rohmilch verarbeitet und mit natürlichem Labenzym dickgelegt. Das Futter der Tiere ist überwiegend das Gras der jeweiligen Alpen; spezifikationsgemäß muss das Futter zu 60 % aus dem Erzeugungsgebiet stammen.